# Le Boulvé
Le Boulvé è un comune francese di 194 abitanti situato nel dipartimento del Lot nella regione dell'Occitania.

## Società

### Evoluzione demografica
Abitanti censiti